# Monastyrszczina
Monastyrszczina (ros. Монасты́рщина, pol. Monasterszczyzna) – osiedle typu miejskiego w Rosji, w obwodzie smoleńskim, siedziba rejonu monastyrszczinskiego.